# 2 (liczba)
2 (dwa) – liczba naturalna następująca po 1 i poprzedzająca 3. 2 jest też cyfrą wykorzystywaną do zapisu liczb w różnych systemach liczbowych, np. w  ósemkowym, dziesiętnym i szesnastkowym.
Warunkiem podzielności przez 2 liczby zapisanej w systemach liczbowych o podstawie parzystej (w tym w dziesiętnym) jest parzystość ostatniej cyfry. Jest to jedyna parzysta liczba pierwsza.

## Historia
Symbol dwa używany współcześnie wywodzi się od hinduskich Braminów, którzy zapisywali dwójkę jako dwa poziome odcinki (taki kształt tego symbolu został przyjęty w Chinach i do dziś jest tam używany; łatwo też zauważyć analogię do rzymskiego symbolu II). W hinduskim państwie Gupta odcinki odwrócono o 45 stopni, czasami również górny odcinek skracano i zaginano ku środkowi dolnego odcinka. W Nagari, dla przyspieszenia zapisu, górny odcinek zaczęto łączyć z dolnym. Współczesny kształt otrzymujemy przywracając dolny odcinek do pozycji poziomej, ale górny pozostawiając jako krzywą łączącą się z odcinkiem dolnym.

## Dwa w matematyce
- Warunek podzielności zapisanej w systemie dziesiętnym liczby przez 2, to aby miała ona ostatnią cyfrę 0, 2, 4, 6 lub 8
- Liczbę całkowitą podzielną przez 2 nazywamy liczbą parzystą
- 2 jest najmniejszą liczbą pierwszą
- 2 jest jedyną parzystą liczbą pierwszą

## Dwa w nauce
- liczba atomowa helu
- obiekt na niebie Messier 2
- galaktyka NGC 2
- planetoida (2) Pallas

## Dwa w kalendarzu
2. dniem w roku jest 2 stycznia. Zobacz też co wydarzyło się w 2 roku n.e.
2. miesiącem w roku jest luty.